# Stelis pulchella
Stelis pulchella là một loài thực vật có hoa trong họ Lan. Loài này được Kunth miêu tả khoa học đầu tiên năm 1816.